# Railliardia laxiflora
Railliardia laxiflora là một loài thực vật có hoa trong họ Cúc. Loài này được DC. miêu tả khoa học đầu tiên năm 1838.